# Федірки (Хмельницький район)
Федірки́ — село в Україні, у Волочиській міській територіальній громаді Хмельницького району Хмельницької області. Населення становить 563 особи.

## Історія

### Голодомор
За даними різних джерел в селі в 1932—1933 роках загинуло близько 10 чоловік. На сьогодні встановлено імена 3. Мартиролог укладений на підставі поіменних списків жертв Голодомору 1932—1933 років, складених Федірківською сільською радою. Поіменні списки зберігаються в Державному архіві Хмельницької області.
- Заокопний Омелян, 45 р., 1932 р.,
- Королюк Василь Михайлович, 50 р., 1933 р.,
- Сидорчук Радіон Іванович, 47 р., 1932 р..

### Незалежна Україна
7 (20) листопада 1917 року, відповідно до Третього Універсалу Української Центральної Ради, увійшло до складу Української Народної Республіки.
12 червня 2020 року, відповідно до розпорядження Кабінету Міністрів України № 727-р «Про визначення адміністративних центрів та затвердження територій територіальних громад Хмельницької області», увійшло до складу Волочиської міської громади.
19 липня 2020 року, в результаті адміністративно-територіальної реформи та ліквідації Волочиського району, увійшло до складу новоутвореного Хмельницького району.
Колишній орган місцевого самоуправління — Федірківська сільська рада.

## Населення
За німецьким переписом населення 15 листопада 1941 року в селі налічувалося 1048 осіб, з них 940 українців, 65 поляків, 41 єврей, 2 особи іншої національності.
Згідно з переписом УРСР 1989 року чисельність наявного населення села становила 589 осіб, з яких 265 чоловіків та 324 жінки.
За переписом населення України 2001 року в селі мешкали 564 особи.

### Мова
Розподіл населення за рідною мовою за даними перепису 2001 року:
| Мова       | Відсоток |
| ---------- | -------- |
| українська | 98,76 %  |
| російська  | 1,24 %   |

## Символіка
Затверджена 16 травня 2018 р. рішенням № 10-38/2018 XXXVIII сесії міської ради VII скликання. Автори — Н. Ю. Курейко, Г. І. Гасак, С. О. Рольська, Л. І. Бунда, В. М. Пастух, Л. А. Сусь, Л. А. Івасечко, К. М. Богатов, В. М. Напиткін.

### Герб
Щит підвищено перетятий золотою стінозубчастою знизу балкою. У верхній зеленій частині три червоних квітки чорнобривця з золотою облямівкою, в нижній лазуровій прямо випливає срібний лебідь з повернутою вправо головою, дзьоб червоний. Щит вписаний в декоративний картуш і увінчаний золотою сільською короною. Унизу картуша напис «ФЕДІРКИ».
Лебідь — стилізована літера «Ф». Три чорнобривця — символ сім'ї (три покоління). Стінозубчаста балка — символ греблі, яка існує в селі.

### Прапор
Квадратне полотнище поділене горизонтально у співвідношенні 3:2:7 на зелену, стінозубчасту знизу жовту і синю смуги. На верхній смузі три червоних квітки чорнобривця з жовтою облямівкою, на нижній прямо випливає білий лебідь з повернутою до древвка головою, дзьоб червоний.

## Адміністративне підпорядкування
- 1796 — 1923 власницьке село Маначинської волості Старокостянтинівського повіту Волинської губернії Російської імперії.
- 1923 — 1930 село Волочиського району Проскурівської округи Подільської губернії Української СРР.
- 1935 — 1937 село Волочиського району Проскурівського округу Вінницької області УСРР.
- 1937 — 1954 село Волочиського району Кам'янець-Подільської області.
- 1954 — 1991 село Волочиського району Хмельницької області Української СРР.
- 1991 і дотепер — село Волочиського району Хмельницької області України